# 吴荻舟
吳荻舟（1907年—1992年），福建龙岩人，中國共產黨政治人物、媒體人、文化界人士，長期在英屬香港活動。

## 生平
吴荻舟是福建省龍岩縣大池鄉人。1913年入讀私塾，1915年在龍巖新羅小學就讀。1921年考入福建省立第九中學。高中時半工半讀，受到鄧子恢等人的啟蒙，1926年，輟學投身北伐宣傳活動。1927年在龍巖積山小學短暫任教。1928年考入上海藝術大學，後轉上海中華藝術大學畢業。1930年加入中國共產黨，投身學生和工人運動，同年被捕，關押在南京中央監獄近8年。
抗戰時期由於國共合作獲釋，繼續在上海從事藝文工作，積極宣傳抗日。1938年在周恩來的指導下，任軍委會政治部第三廳抗日宣傳隊第一隊隊長，在華南和西南做宣傳工作。抗戰勝利後，1946年9月在香港組建中國歌舞劇藝社並任社長。1948年任香港《華商報》編輯，依照中央決定秘密護送滯留在香港的各民主黨派、文化界愛國人士等赴解放區。1949年廣州解放，吳荻舟參與策劃和組織了香港招商局的起義（註：香港招商局後来成为直屬於中華人民共和國交通部的在港中资企業）。1950年至1962年，吳任《文匯報》社長，香港招商局顧問。
1962年赴北京任職國務院外事辦公室港澳組副組長，1964年到江蘇句容縣參加四清運動。
1967年香港發生六七暴動，兼任為香港暴動而特別設立，由外事辦、外交部及中央調查部組成的聯合辦公室群眾組組長，專責和香港的左派團體聯絡，並直接向總理周恩來秘書匯報。但因与造反派意见不合，被隔離審查、“戴帽”，進入長達13年的政治審查期，1969年一家八口受到牵连下放，他被下放至寧夏平羅的幹校，次子吳建在期間自殺。
1979年正式平反，他的女兒吳輝也將其日記公開。1982年離休。1992年因心脏病辭世。